# Sienna

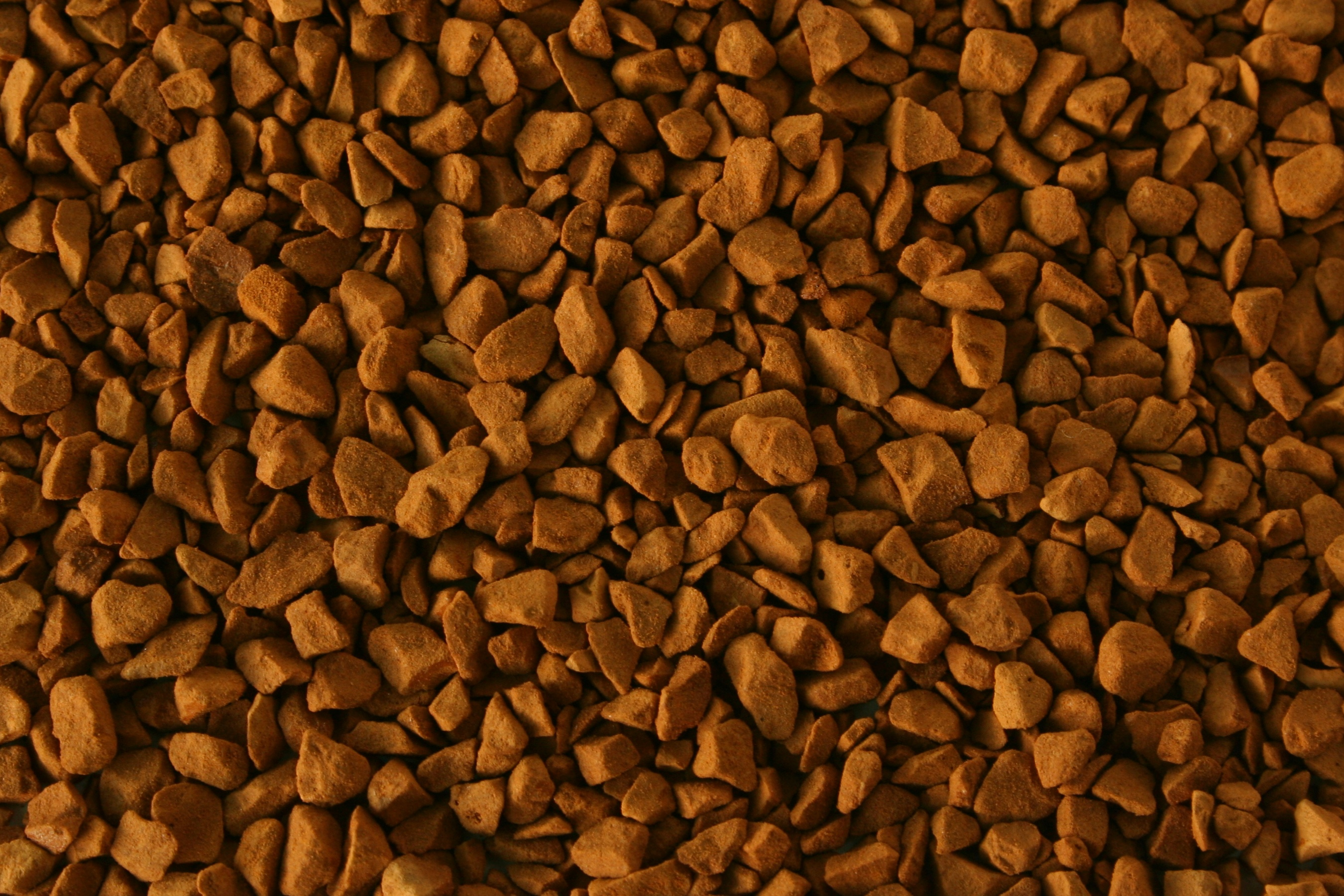
Snabbkaffe i siennaton

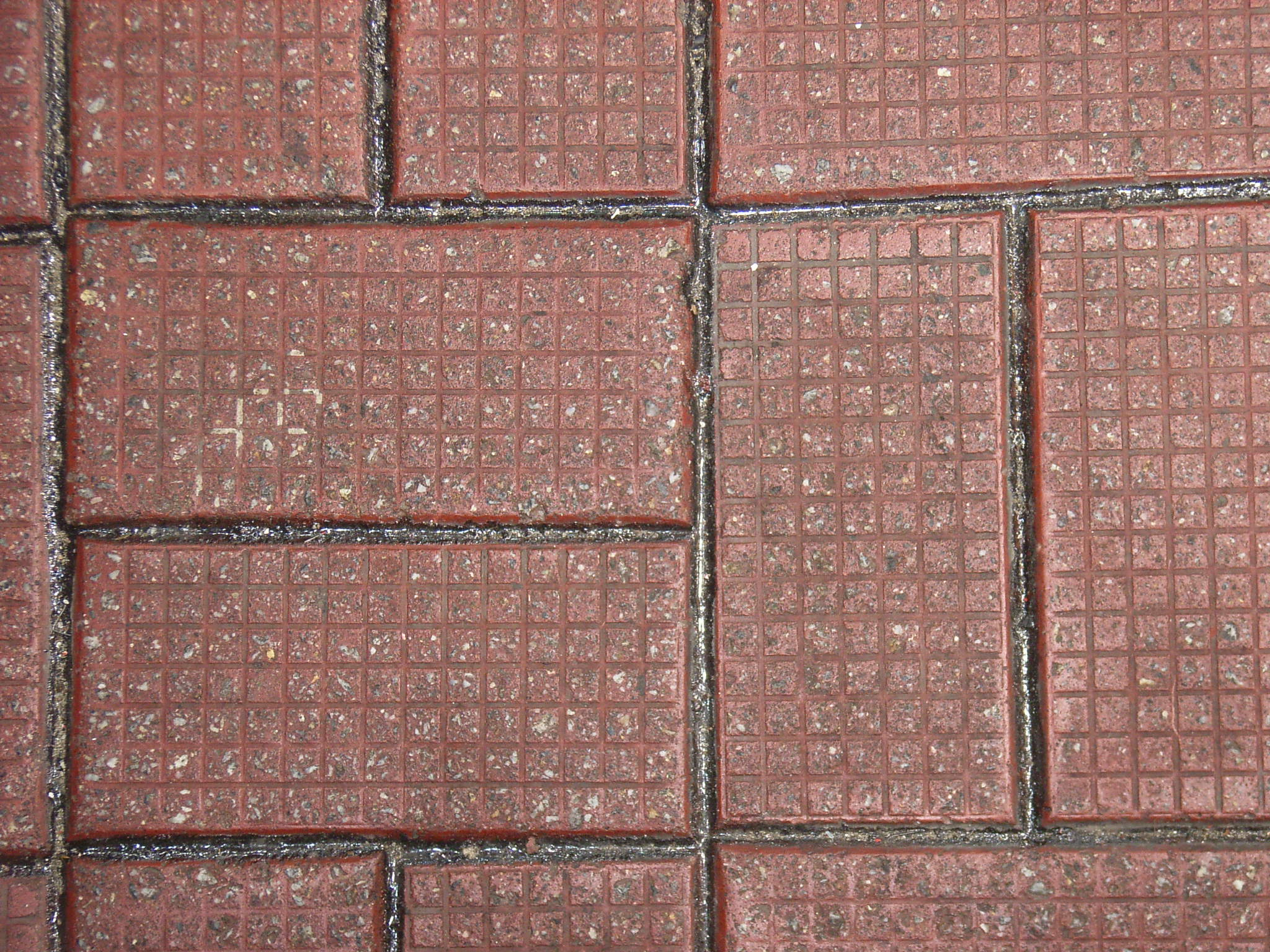
Klinker i bränd siennaton

Sienna, eller siena, är ett orange-brunt jordpigment som ursprungligen tillverkades genom slamning av limonitlera. Namnet kommer av (det alternativa engelska) namnet på staden Siena i Italien. Ibland kallas pigmentet terra di Siena, vilket betyder "jord från Siena". Pigmentet brukar säljas i två varianter, bränd och obränd sienna. 
Pigmentets viktigaste färgande beståndsdel är järnhydroxid. Vid bränning omvandlas den till järnoxid och färgen blir rödare och mörkare.
De pigment som idag säljs under namnet sienna är vanligtvis syntetiska, med liknande kemisk sammansattning som det naturliga jordpigmentet. I den internationella pigmentdatabasen Colour Index har alla de naturliga gula järnoxiderna, alltså bland annat terra di Siena och gula ockror, benämningen Pigment Yellow 43, medan deras syntestiska motsvarigheter, oavsett handelsnamn, benämns Pigment Yellow 42. CI-numret är i båda fallen 77492. 

## Egenskaper och användning
Sienna är ett av de äldsta pigmenten och kan användas i alla bindemedel. Det har dålig täckförmåga och används därför endast som laserande färg. I byggnadsmåleriet har den varit vanlig för träådring och - speciellt den brända varianten - på rosa och rödbruna putsfasader.

## Sienna som färgnamn
Liksom många pigmentnamn används sienna som färgnamn även där färgen inte ges av detta pigment. I webbfärgkartan X11 finns en färg Sienna, vars koordinater syns i den övre boxen härintill. I andra källor ges koordinater även för Bränd Sienna, se nedre boxen.